# Nemeten

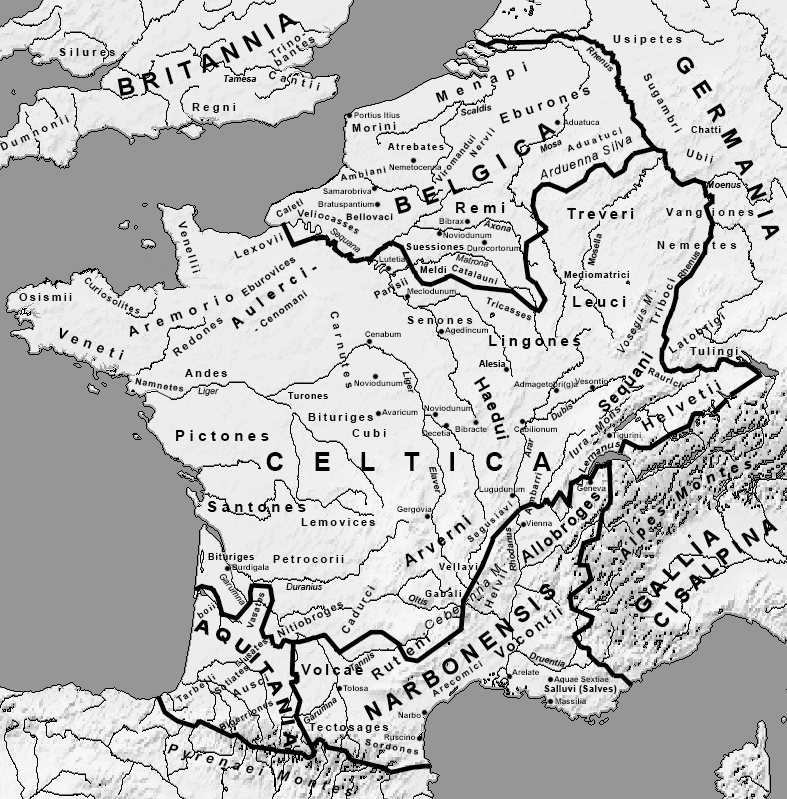
Gallië rond 54 v.Chr.; de Nemetes woonden tussen de Rijn in het oosten en de Treveri en Leuci in het westen

De Nemeten of Nemetes (Latijn) waren een Germaanse stam ten tijde van het Romeinse Rijk. Oorspronkelijk was hun gebied een deel van Gallia Belgica, later maakte het onderdeel uit van de Romeinse provincie Germania Superior.
De Nemeten woonden langs de linkeroever van de Rijn. In het noorden werden ze begrensd door de eveneens Germaanse Vangionen, in het zuiden door de Germaanse Triboken. De voornaamste stad was Noviomagum, het huidige Speyer.
In de Slavische talen en het Hongaars en Roemeens is het woord Nemets de officiële benaming voor Duits(ers) in het algemeen, al heeft dit waarschijnlijk een andere etymologische oorsprong (van een Oerslavisch woord voor "vreemdeling").
Alemannen · Ambivarieten · Ambronen · Ampsivaren · Angelen · Angrivariërs · Asdingen · Baemi · Bajuwaren · Bastarnen · Bataven · Bourgondiërs · Bructeren · Cananefaten · Chamaven · Chasuarii · Chatten · Chattuarii · Chauken · Cherusken · Cimbren · Cugerni · Dulgubnii · Fosi · Franken · Frisii · Gepiden · Goten · Harii · Helisiërs · Hermunduren · Herulen · Juten · Lakringen · Lemoviërs · Longobarden · Lugiërs · Manimiërs · Marcomannen · Marobudui · Marsi · Mattiakken · Naharvalen · Nemeten · Nerviërs · Ostrogoten · Quaden · Rugiërs · Saksen · Semnonen · Silingen · Sitones · Skiren · Sueben · Sugambren · Suiones · Tencteren · Teutonen · Toxandriërs · Triboken · Tubanten · Tudri · Tungri · Ubiërs · Usipeten · Vandalen · Vangionen · Visigoten · Volcae · Warnen
Germani cisrhenani:
Caerosi · Condrusi · Eburonen · Paemani · Segni
Stamverenigingen:
Herminones · Ingvaeones · Istvaeones